# CISD3
CISD3 (англ. CDGSH iron sulfur domain 3) – білок, який кодується однойменним геном, розташованим у людей на 17-й хромосомі. Довжина поліпептидного ланцюга білка становить 127 амінокислот, а молекулярна маса — 14 216.
| 10         |  | 20         |  | 30         |  | 40         |  | 50         |
| ---------- |  | ---------- |  | ---------- |  | ---------- |  | ---------- |
| MRGAGAILRP |  | AARGARDLNP |  | RRDISSWLAQ |  | WFPRTPARSV |  | VALKTPIKVE |
| LVAGKTYRWC |  | VCGRSKKQPF |  | CDGSHFFQRT |  | GLSPLKFKAQ |  | ETRMVALCTC |
| KATQRPPYCD |  | GTHRSERVQK |  | AEVGSPL    |  |            |  |            |

A: Аланін

C: Цистеїн

D: Аспарагінова кислота

E: Глутамінова кислота

F: Фенілаланін

G: Гліцин

H: Гістидин

I: Ізолейцин

K: Лізин

L: Лейцин

M: Метіонін

N: Аспарагін

P: Пролін

Q: Глутамін

R: Аргінін

S: Серин

T: Треонін

V: Валін

W: Триптофан

Задіяний у такому біологічному процесі, як ацетилювання. 
Білок має сайт для зв'язування з іонами металів, іоном заліза, залізо-сірчаною групою, групою 2Fe-2S. 
Локалізований у мітохондрії.